# Machine attrape-peluche
 (août 2020).
Si vous disposez d'ouvrages ou d'articles de référence ou si vous connaissez des sites web de qualité traitant du thème abordé ici, merci de compléter l'article en donnant les références utiles à sa vérifiabilité et en les liant à la section « Notes et références ».

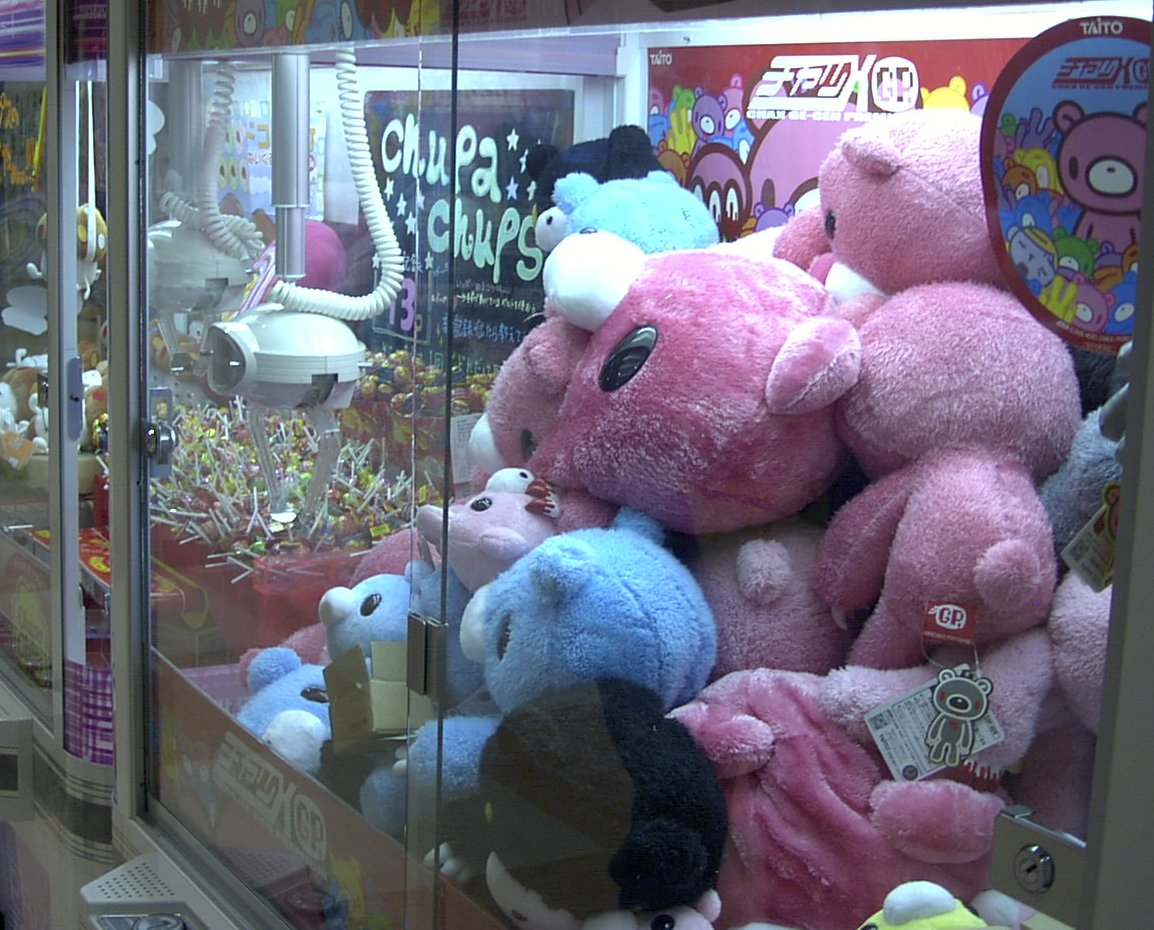
Machine attrape-peluche à Niigata au Japon.

Une machine attrape-peluche, machine attrape-jouet, machine à pince, UFO catcher (Japon), machine à griffe ou machine à toutous (Québec) est une machine de jeu composée d’une caisse de verre ou de plexiglas transparent contenant plusieurs objets de même type, souvent des peluches, dont le joueur essaie d’attraper un exemplaire à l’aide d’une pince mécanique dont il commande les mouvements depuis l'extérieur.

## Historique

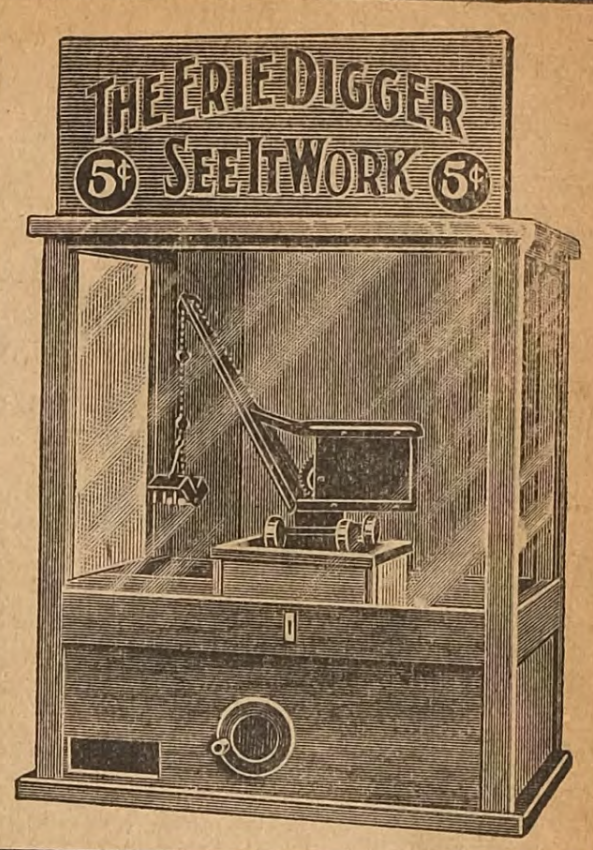
Illustration de la machine à pince « The Erie Digger » dans une publicité parue en 1927 dans The Billboard.

Les premiers prototypes de machines de ce type sont apparus au début du XXe siècle. Ils renfermaient des grues miniatures permettant d'attraper des sucreries.
Les machines attrape-peluche sont apparues au Japon, dans les années 1980, aux côtés des bornes d’arcade. On en trouve notamment dans les salles d’arcade, les supermarchés, les halls de cinéma, les centres commerciaux, les fêtes foraines. Elles sont particulièrement populaires au Japon, en Corée et à Taïwan où il existe des espaces qui leur sont entièrement consacrés et où les lots peuvent être très variés (sous-vêtements ou perceuses en Corée, crustacés vivants en Chine). Le nom UFO catcher (litt. « attrape-ovni »), utilisé couramment en japonais, est celui du modèle le plus connu produit par la société Sega. 
En 2007, les premières versions jouables en ligne sont apparues (ex. : Puffle Round-Up de Club Penguin).

## Principe
Le joueur met de l’argent dans un monnayeur. Il peut alors positionner, à l’aide d’une manette ressemblant à un joystick manipulée durant 15 à 30 secondes (exceptionnellement une minute), une pince située au sommet de la boîte transparente. La pince se déplace d’avant en arrière et sur les côtés dans un plan horizontal fixe. Dans certains modèles, les commandes avant-arrière et latérales sont séparées et doivent être utilisées une seule fois successivement, en commençant par la première ; le temps de commande n’est pas en principe limité dans ce cas. À la fin du temps imparti ou sur pression d’un bouton, la pince descend et se referme, saisissant idéalement un objet, qui est évacué par une chute située dans un coin de la boîte et aboutit dans un compartiment où le joueur peut le reprendre. Parfois, il est possible de modifier la position de la pince durant sa descente.

## Développement
La première version de ce jeu, Crown 602 fabriquée par Taito, est apparue au Japon en 1965. Il s’agissait d’un modèle miniature qui ne permettait d’attraper que de minuscules objets comme des bonbons. Les versions de taille actuelle proposant des peluches ont pénétré durant la deuxième moitié des années 1980 dans les salles d’arcade dont les gérants cherchaient à diversifier les attractions.
Aux États-Unis, les attrape-peluche sont apparus pour la première fois chez Pizza Hut dans la seconde moitié des années 1980, avant d’être adoptées par d’autres chaînes comme Fred Meyer, Haggens, Safeway ou Sugar Loaf. Dans les années 1990, des associations sportives (NFL par ex.) les ont adoptées pour proposer des souvenirs tels que des balles portant des noms de joueurs. En 1995, la société Pixar a distribué des personnages de Toy Story dans ces machines.

## Trucage

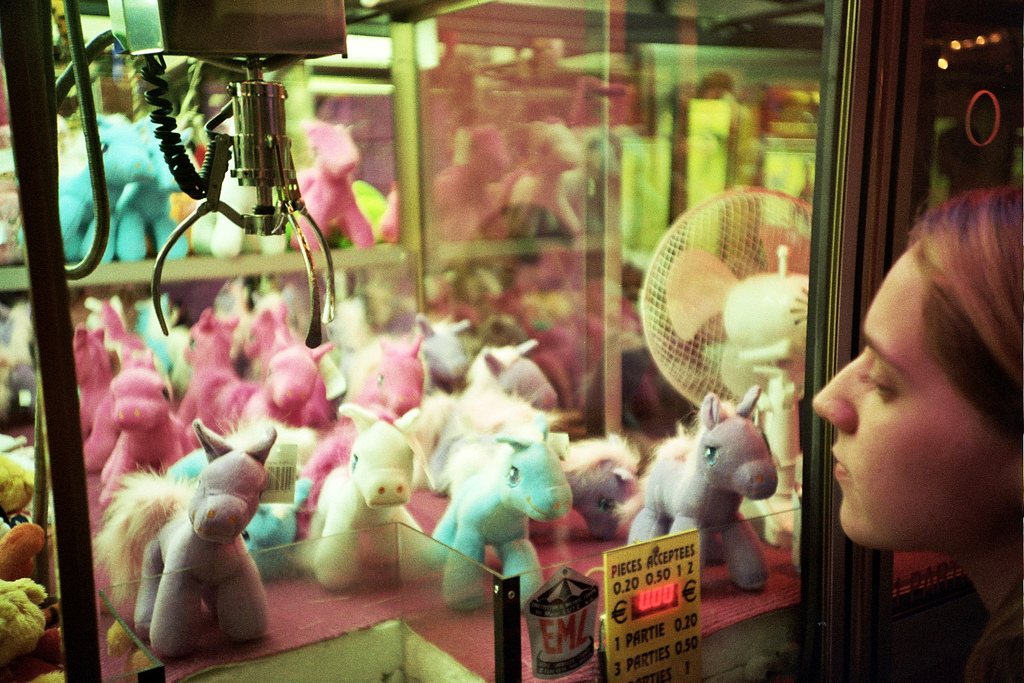
Machine attrape-peluche à Trouville (France).

Certains joueurs accusent les fabricants et gérants de rendre parfois le jeu trop difficile. Des réglages permettent aux fabricants de modifier aléatoirement la force de prise de la pince. Si elle est trop faible, il devient impossible d'attraper un objet quelle que soit l'habileté du joueur,. 